# Puccinia scleropogonis
Puccinia scleropogonis ist eine Ständerpilzart aus der Ordnung der Rostpilze (Pucciniales). Der Pilz ist ein Endoparasit des Nachtschattengewächses Chamaesachara sordida sowie des Süßgrases Scleropogon brevifolius. Symptome des Befalls durch die Art sind Rostflecken und Pusteln auf den Blattoberflächen der Wirtspflanzen. Sie ist im südlichen Nordamerika verbreitet.

## Merkmale

### Makroskopische Merkmale
Puccinia scleropogonis ist mit bloßem Auge nur anhand der auf der Oberfläche des Wirtes hervortretenden Sporenlager zu erkennen. Sie wachsen in Nestern, die als gelbliche bis braune Flecken und Pusteln auf den Blattoberflächen erscheinen.

### Mikroskopische Merkmale
Das Myzel von Puccinia scleropogonis wächst wie bei allen Puccinia-Arten interzellulär und bildet Saugfäden, die in das Speichergewebe des Wirtes wachsen. Die Aecien des Pilzes besitzen 17–21 × 15–18 µm große, hyaline bis gelbliche Aeciosporen mit runzliger Oberfläche. Die gelben Uredien der Art wachsen zumeist oberseitig auf den Blättern der Wirtspflanze. Ihre farblosen Uredosporen sind für gewöhnlich eiförmig bis breitellipsoid, 16–19 × 13–15 µm groß und fein stachelwarzig. Die beid- oder überwiegend blattoberseitig wachsenden Telien der Art sind schwarzbraun, pulverig und früh unbedeckt. Die haselnussbraunen Teliosporen des Pilzes sind zweizellig, in der Regel ellipsoid und 28–35 × 17–20 µm groß. Ihre Stiele sind farblos bis gelblich und bis zu 100 µm lang.

## Verbreitung
Das bekannte Verbreitungsgebiet von Puccinia scleropogonis umfasst Nordamerika von Zentralmexiko bis in die südlichen USA.

## Ökologie
Die Wirtspflanzen von Puccinia scleropogonis sind für den Haplonten Chamaesachara sordida sowie Scleropogon brevifolius für den Dikaryonten. Der Pilz ernährt sich von den im Speichergewebe der Pflanzen vorhandenen Nährstoffen, seine Sporenlager brechen später durch die Blattoberfläche und setzen Sporen frei. Die Art verfügt über einen Entwicklungszyklus mit Telien, Uredien, Spermogonien und Aecien und macht einen Wirtswechsel durch.